# Даник
Да́ник (араб. دَانِقٌ‎) — египетская мера площади (поверхности), принятая после 1830 года.
Египтяне имели стандартную единицу длины — (лат. cubitum) локоть. Древняя метрология не знала более распространённой меры длины, чем «локоть», пока не потребовалась бо́льшая точность. Локоть это «часть руки всегда с собой и был удобен в применении». 
Английский археолог — египтолог Г. Картер обнаружил в гробнице Тутанхамона интересный предмет — роскошный футляр. При дальнейших исследованиях оказалось, что в этом футляре хранился общеегипетский эталон длины — священный локоть. Он равнялся расстоянию от локтя до конца среднего пальца вытянутой руки. Первоначально «царский локоть» в Египте равнялся 0,525 м. После 1830 года в Египте была принята средняя величина локтя Хашими (Зира), равная 66,5 см.
1 даник = 4 сахма = 1/2 хаббы = 1/6 кирата = 1/144 фаддана = 29,172 м² = 66 кв. локтей Хашими (Зира).